# Mefküre

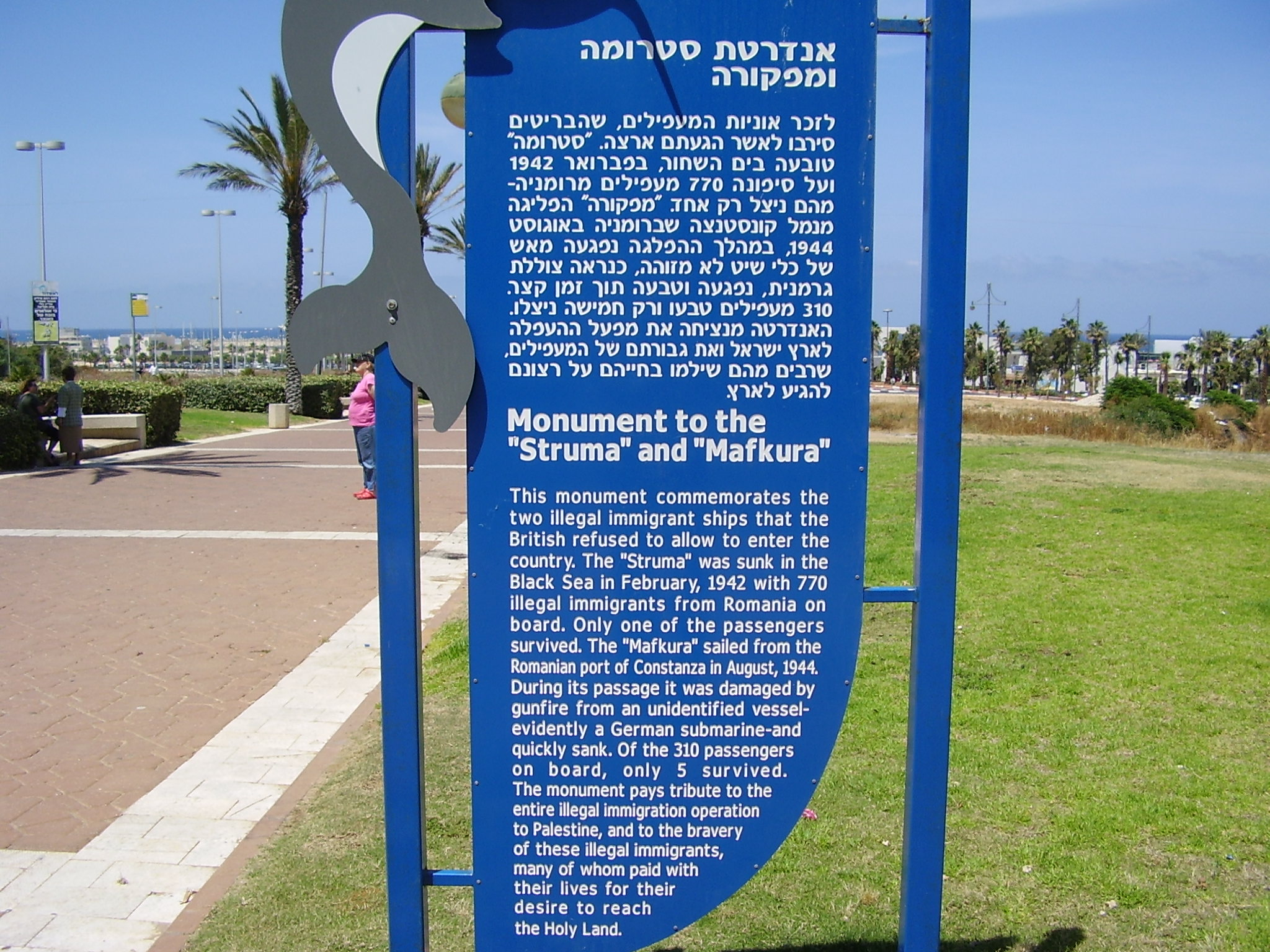
Monument aux victimes du Struma et du Mefküre à Ashdod, Israël. Avant 1991 on ne connaissait pas l'identité de l'agresseur et on l'attribuait à un sous-marin allemand inconnu.

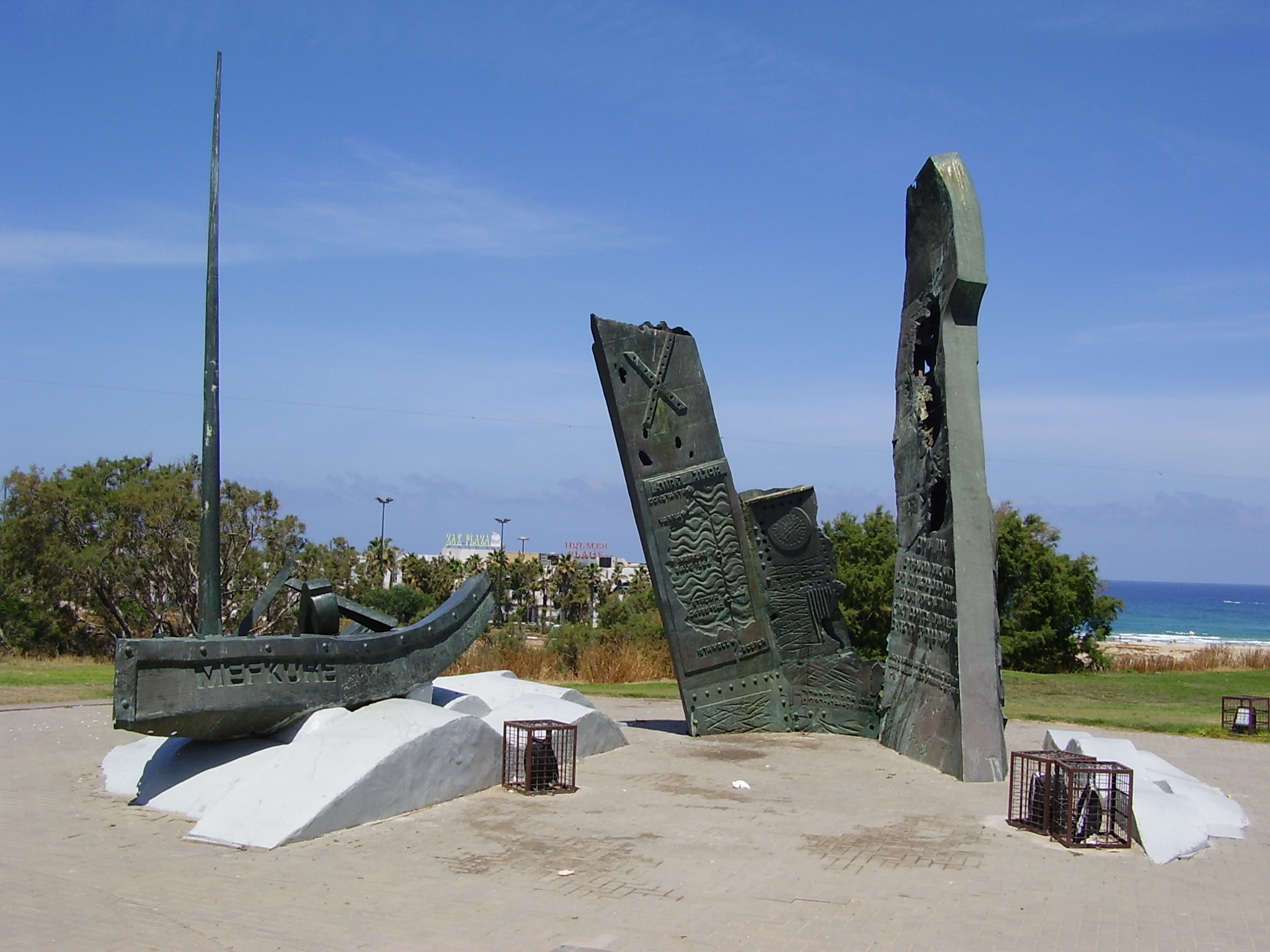
Monument aux victimes du Struma et du Mefküre à Ashdod, Israël.

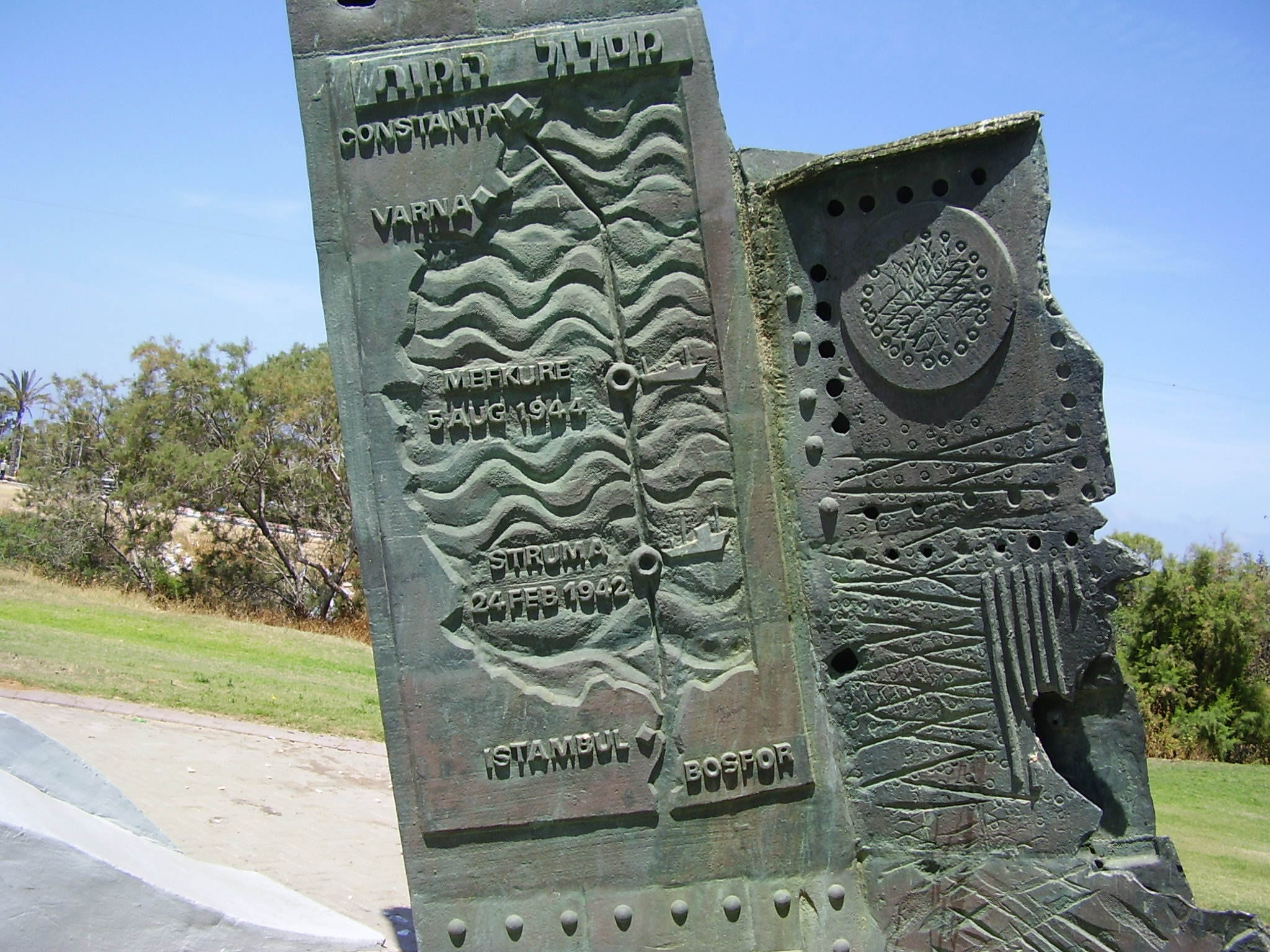
Monument aux victimes du Struma et du Mefküre à Ashdod, Israël.

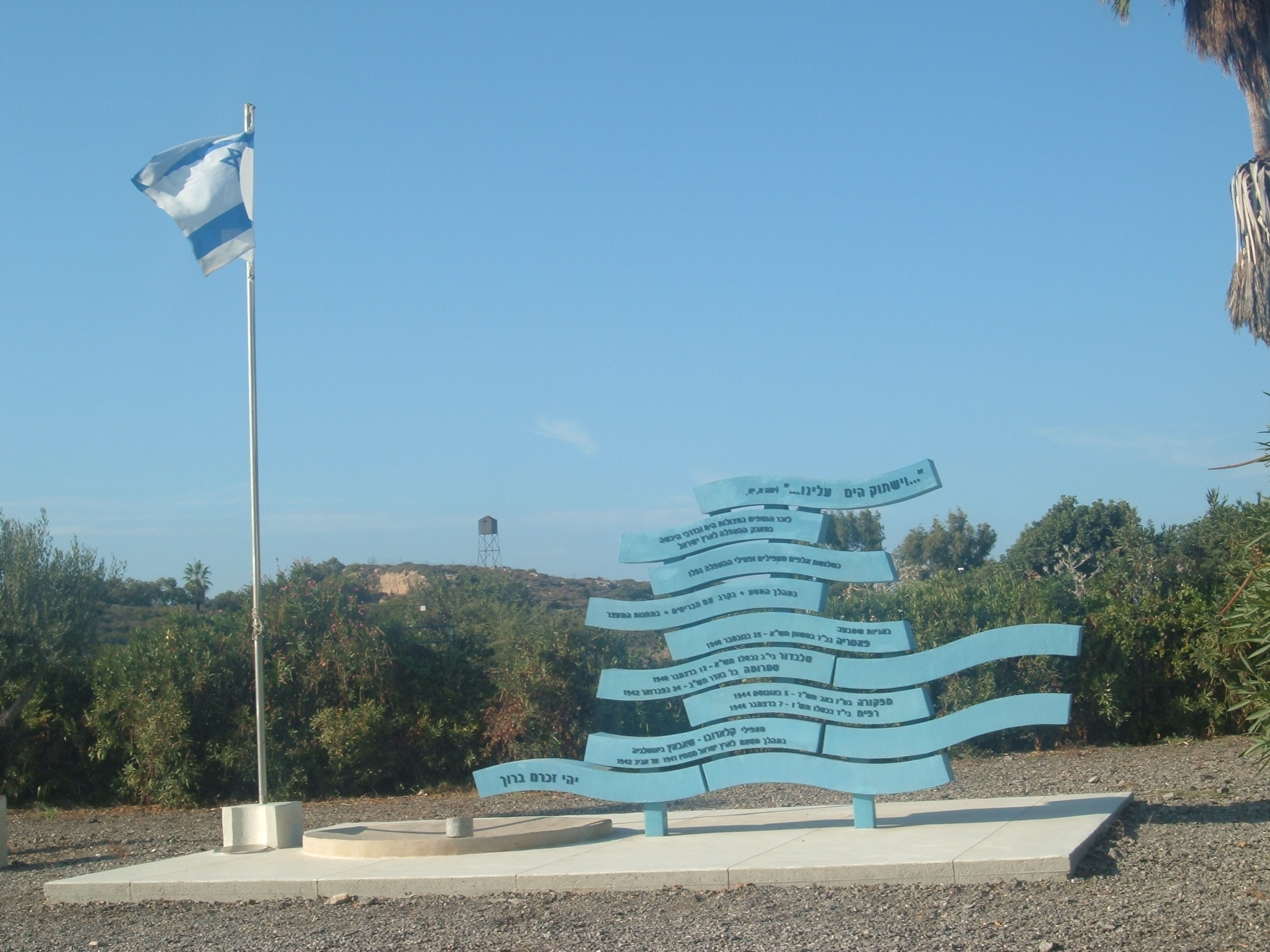
Mémorial aux immigrés clandestins qui périrent en mer, dans l'ancien camp de détention d'Atlit, Israël.

Le MV Mefküre (parfois appelé Mefkura) est un bateau battant pavillon turc, transportant des réfugiés juifs à travers la mer Noire et coulé, comme dans le cas du Struma deux ans auparavant, par un sous-marin soviétique le 5 août 1944 : plus de 300 réfugiés sont tués.

## Les faits
Alyah, association sioniste de Bucarest présidée par Eugen Meisner et Samuel Leibovici, affrétait des navires sous pavillon neutre comme le Darien II et le Struma pour convoyer de Constanța en Roumanie (alors alliée à l'Allemagne nazie contre l'URSS) à Istanbul en Turquie (alors neutre), des réfugiés juifs fuyant la Shoah en Roumanie. Le 3 août 1944, trois petits cargos mixtes turcs (tous en surcapacité), embarquent 1 000 réfugiés juifs du port de Constanța à 8 h 30 du soir. Les instructions des autorités allemandes de Constanța étaient pour le Morina, transportant 208 passagers, de naviguer en premier, suivi du Bülbül, transportant 390 passagers, en enfin du Mefküre, transportant 320 passagers (le nombre exact reste indéterminé).
Le MV Mefküre portait les pavillons de la Turquie et de la Croix-Rouge : il était donc clairement identifié comme navire civil neutre.
Les bateaux reçoivent les instructions de naviguer de la position 43° 43′ N, 29° 08′ E directement vers le sud, vers le détroit du Bosphore. Comme d'habitude pour ce genre de convoi, la marine militaire roumaine escorte les trois navires à travers les champs de mines posées par la marine soviétique devant le port de Constanța.
Le 5 août 1944, 40 minutes après minuit, le Mefküre est à 25 miles (40 kilomètres) au large d'İğneada en Turquie, lorsque le projecteur d'un bateau inconnu l'éclaire. Identifié par ses pavillons, le Mefküre n'en tient pas compte et poursuit son trajet. Ce navire inconnu, très bas sur l'eau, tire au canon et à la mitrailleuse sur le Mefküre qui prend feu et coule. Son capitaine Kazım Turan et six autres membres de l'équipage réussissent à s'échapper sur un canot de secours. Seulement cinq réfugiés juifs survivent. Le nombre précis de réfugiés sur le bateau est inconnu mais on estime qu'il y avait 37 enfants parmi les victimes du naufrage. Jusqu'en 1990, on attribuait l'attaque à un sous-marin allemand inconnu : c'est ce qu'affirmait le panneau d'explication du mémorial d'Ashdod.
Le Bülbül, qui fait partie du convoi, est intercepté par la marine turque. Mais, depuis la tragédie du Struma (également coulé par un sous-marin soviétique à l'entrée du Bosphore en 1942) les autorités turques passent outre aux pressions britanniques (qui considèrent les réfugiés juifs de Roumanie comme « des citoyens d'un pays en guerre contre la Grande-Bretagne » et leur refusent les visas). Elles permettent aux juifs fuyant les territoires de l'Axe de poursuivre leur voyage vers la Palestine mandataire à travers la Turquie par la route ou en train : le Bülbül et le Morina sont donc autorisés à porter secours aux onze rescapés du Mefküre et à débarquer leurs passagers. Simon Brod et Rifat Karako, personnalités de la communauté juive de Turquie, N.G. Malioğlu, représentant du Service maritime roumain à Istanbul et la Croix-Rouge leur permettent de continuer grâce aux fonds envoyés par le Comité juif américain au grand rabbinat d'Istanbul.
Après l'ouverture du rideau de fer et des archives soviétiques (1991), on apprit que le navire inconnu qui avait éclairé le convoi de son projecteur était le sous-marin soviétique Shch-215 (en) commandé par le capitaine A. I. Strijak. Le 30 juillet 1944, il quitte le port de Batoum pour opérer dans la zone de Bourgas, face aux côtes de la Bulgarie, alors membre de l'Axe. Naviguant en surface, le Shch-215  tire le 5 août 1944 à zéro heure cinquante, 90 cartouches de ses canons de 45 mm et 650 cartouches de ses mitrailleuses de calibre 7,62 mm sur le dernier navire du convoi, donc le Mefküre, avant de replonger et disparaître,,. Une heure dix minutes après, à 2 h du matin, la station d'écoute allemande de Pomorié dans le golfe de Bourgas, intercepte un message radio du Shch-215 à un azimut de 116 degrés : c'est la direction de la position 42° 00′ N, 28° 42′ E où naviguait le convoi de réfugiés attaqué. La Russie moderne a présenté à Israël « des excuses pour cette tragique erreur », affirmant que le ShCh-215 avait pris le Mefküre pour un navire allemand. Comme pour le Struma, les anciens des organisations sionistes (Yichouv, Lehi, Irgoun) n'ont pas cru à une erreur, car le convoi du Morina, du Bülbül et du Mefküre était parfaitement identifié comme civil neutre, et sa situation connue des Alliés. De plus, la Kriegsmarine allemande n'avait en mer Noire qu'une vingtaine de Räumboote, une dizaine de Schnellboote et six U-boot de type IIB : rien qui ressemble à un convoi de petits cargos mixtes désarmés. Il semblerait que les autorités britanniques ont fait pression sur la Turquie et sollicité l'URSS pour empêcher l'entrée en Palestine des réfugiés juifs fuyant la Shoah.

## Mémoriaux
Il existe trois mémoriaux commémorant les personnes tuées dans cette tragédie, un en Roumanie, au cimetière juif de la Chaussée de Giurgiu dans le sud de Bucarest, le second à Ashdod et le troisième à Atlit en Israël.